# Helmuth von Moltke starší
Helmuth Karl Bernhard von Moltke (26. října 1800, Parchim, Meklenbursko-Zvěřínsko – 24. dubna 1891, Berlín) byl německý polní maršál, který třicet let sloužil jako náčelník štábu pruské armády. Je považován za jednoho z největších stratégů 19. století a tvůrce moderních metod vedení války. Je často zmiňován jako Moltke starší, na rozdíl od svého synovce Helmutha Johanna Ludwiga von Moltke, který velel německé armádě na začátku 1. světové války.

## Dětství a počátek kariéry
Narodil se v meklenburském městě Parchim dánskému generálporučíkovi Friedrichu Philippovi Victorovi von Moltke (1768–1845). V roce 1805 se jeho otec usadil v Holštýnsku, v téže době se však ocitl zcela bez prostředků, když francouzská armáda spálila jeho venkovský dům a zplundrovala jeho dům v Lübecku, kde pobývala jeho manželka s dětmi za Války čtvrté koalice. Mladý Moltke tak vyrůstal v nelehkých podmínkách. V devíti byl poslán do Hohenfeldu v Holštýnsku a v jedenácti, coby budoucí příslušník dánské armády a dvora, nastoupil na kadetní školu v Kodani. V roce 1818 se stal pážetem na dvoře dánského krále a podporučíkem v dánském pěším pluku.
Ve věku 21 let se rozhodl vstoupit do služeb Pruska, a to i přes ztrátu seniority. V roce 1822 se stal podporučíkem 8. pěšího pluku ve Frankfurtu nad Odrou. Ve třiadvaceti mu bylo povoleno vstoupit do vojenské školy (pozdější Pruská vojenská akademie), kterou absolvoval po třech letech studia v roce 1826.

## Slibný důstojník
Rok velel kadetní škole ve Frankfurtu nad Odrou a poté tři roky strávil vojenským mapováním ve Slezsku a Poznaňsku. V roce 1832 byl vyslán ke generálnímu štábu v Berlíně, kam byl definitivně převelen roku 1833, zároveň s povýšením na poručíka. Již v té době byl svými nadřízenými, mimo jiné princem Vilémem, považován za brilantního důstojníka.
Americký historik Max Boot o něm napsal:
Moltke miloval hudbu, poezii, umění, archeologii a divadlo. Ovládal sedm jazyků (němčinu, dánštinu, angličtinu, francouzštinu, italštinu, španělštinu a turečtinu). Byl plodným umělcem, který plnil náčrtníky krajinami a portréty, stejně jako populárním spisovatelem […] jeho zápisky z cest po Turecku, publikované v roce 1840 po jeho návratu do Berlína a ilustrované jeho vlastními kresbami, z něj učinily literární celebritu, kteroužto roli přijal a posílil výukou turečtiny na vysoké škole a veřejnými přednáškami […] Přes otevřenost svých zájmů nebyl Moltke žádný skrytý liberál. Byl nacionalistou do morku kostí, naprosto šokován vlnou liberálních revolucí, která se Evropou přehnala roku 1848. Svou důvěru zcela vložil do rukou krále a sil starého režimu.
War Made New
Byl dobře přijímán u dvora a v lepší berlínské společnosti. Táhlo ho to k literatuře, historii a cestování. Publikoval celou řadu esejí zaměřených na historii, vojenství, cestování a sociologii, ale i romány, básně a dopisy různým osobám, a to jak pod svým jménem, tak pod různými pseudonymy.
V roce 1832 podepsal smlouvu na překlad Gibbonova Úpadku a pádu Římské říše do němčiny, za což měl dostat 75 marek, které chtěl použít na koupi jezdeckého koně. Za osmnáct měsíců přeložil devět z dvanácti svazků tohoto rozsáhlého díla, vydavatel však nedokázal knihu publikovat, takže Moltke za veškerou svou práci nedostal víc než 25 marek zálohy.

### Ve službách Osmanské říše

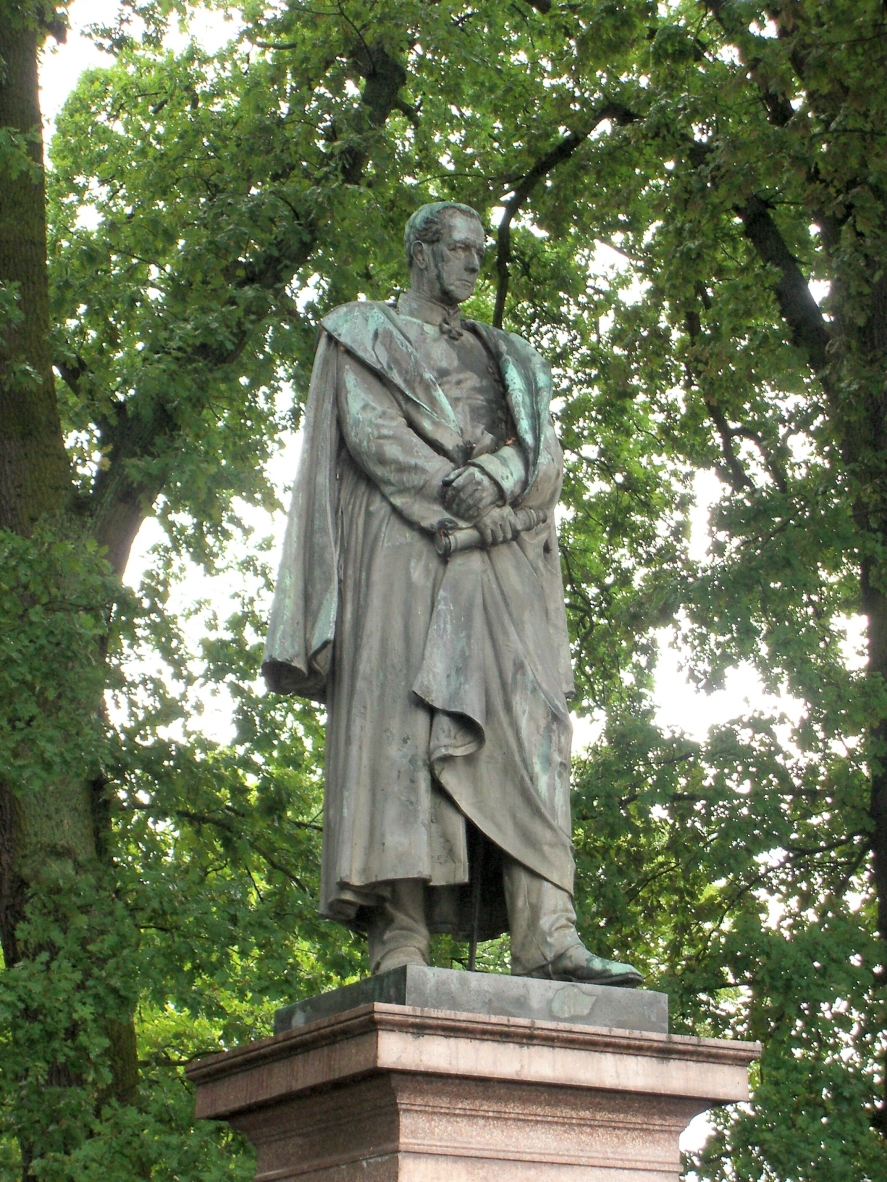
Moltkeho socha v jeho rodném Parchimu

V roce 1835, u příležitosti povýšení na kapitána, obdržel šestiměsíční dovolenou na cesty po jihovýchodní Evropě. Po krátkém pobytu v Istanbulu byl požádán sultánem Mahmutem II. o pomoc při modernizaci osmanské armády, kteroužto nabídku přijal poté, co mu Berlín udělil zmocnění. Zůstal v Istanbulu dva roky, naučil se turecky a pořídil detailní mapy Istanbulu, Bosporu a Dardanel. Procestoval Valašsko, Bulharsko a Rumélii (evropskou část Osmanské říše původně patřící Byzantské říši) a vykonal řadu dalších cest po obou stranách Úžin.
V roce 1838 byl vyslán jako poradce ke štábu osmanské armády v Anatolii, která měla porazit vojska vzbouřeného egyptského místokrále Muhammada Aliho. Během léta Moltke prováděl extenzivní výzvědnou a mapovací činnost. Najezdil několik tisíc mil, splavil Eufrat a navštívil a zmapoval velkou část Osmanské říše.
V roce 1839 vyrazila armáda na jih vstříc Egypťanům vedeným zkušeným generálem Ibrahímem Pašou. Turecký velitel Hafiz Paša odmítl jeho radu bojovat zpoza opevnění a, podnícen muslimskými duchovními, postavil se jim v otevřeném terénu. Moltke rezignoval na funkci štábního důstojníka a převzal velení nad dělostřelectvem. V následující Bitvě u Násibu (dnes Nusaybin) byla 24. června 1839 osmanská armáda poražena a zcela rozprášena. Po bitvě si s velkými obtížemi probojoval cestu k Černému moři a odtud do Istanbulu. Sultán Mahmut II. mezitím zemřel a tak se vydal zpět do Berlína, kam se značně podlomeným zdravím dorazil v prosinci 1839.
V následujícím roce byl přidělen ke štábu 4. armádního sboru v Berlíně, takže se mohl věnovat společenskému životu, a v dubnu 1842 se oženil s mladičkou anglickou dívkou Marií Bertou Helenou Burtovou (1825–68), nevlastní dcerou své sestry Augusty. Jejich svazek byl považován za šťastný a příkladný, ačkoli neměli žádné potomky.
V roce 1841 publikoval některé své dopisy, které napsal během tažení v Anatolii, pod názvem Briefe über Zustände und Begebenheiten in der Türkei aus den Jahren 1835 bis 1839. V následujících letech zveřejnil své mapy Istanbulu a, společně s několika dalšími německými cestovateli, novou mapu Malé Asie a popisy tamějších geografických podmínek. V roce 1845 pak ještě přidal soubor esejí Der russisch-türkische Feldzug in der europäischen Türkei 1828 und 1829: mit Karten und Plänen.
Pro další vývoj jeho strategického myšlení a kariéry však byl určující jeho zájem o železniční dopravu. Stal se jedním z prvních ředitelů Hambursko-berlínské dráhy a v roce 1843 dokonce publikoval esej rozebírající ohledy, kterými by se mělo řídit vytyčování tras nových železnic.

## Pobočník pruských princů
V roce 1846 sloužil coby osobní pobočník prince Jindřicha Pruského, syna krále Viléma II., v Římě, čehož využil při tvorbě mapy Věčného města, která byla publikována v roce 1852.
V roce 1856 sloužil coby osobní pobočník prince Fridricha (pozdějšího císaře Fridricha III. Pruského). Doprovázel též prince do Anglie na jeho svatbu s dcerou královny Viktorií Sasko-Koburskou v roce 1858, stejně jako do Paříže a do Petrohradu na korunovaci Alexandra II.

## Náčelník německého generálního štábu

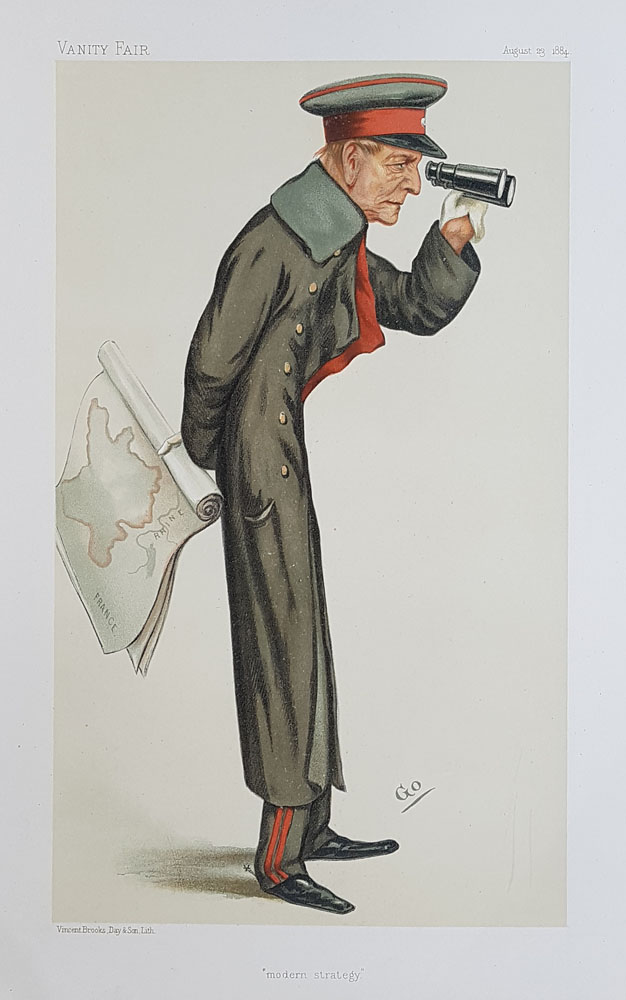
„Moderní strategie“, Moltkeho karikatura v časopise Vanity Fair, 1884

Po návratu z Turecka byl povýšen na majora a po krátké mezihře na štábu armád v Rýnsku byl v roce 1849 jmenován náčelníkem štábu 4. armádního sboru v Magdeburgu, kde zůstal sedm let, během nichž byl povýšen nejprve na generálmajora a následně na generálplukovníka.
V roce 1857 byl jmenován náčelníkem pruského generálního štábu, v kteréžto funkci setrval následujících 30 let. Okamžitě po svém jmenování začal zavádět řadu změn do strategických a taktických metod pruské armády, do výzbroje a komunikačních systémů, do systému přípravy štábních důstojníků a do metod pro mobilizaci armády. Zavedl také studie evropské politiky s ohledem na plány možných budoucích válečných tažení. Tím položil základy moderního německého generálního štábu, který se stal vzorem pro všechny pozdější armády.
V roce 1859 byla pruská armáda za 2. války za sjednocení Itálie mobilizována, přestože se bojů nezúčastnila. Po mobilizaci byla armáda reorganizována a její síla téměř zdvojnásobena. Reorganizace byla dílem prince regenta Viléma a ministra války Albrechta von Roona, Moltke se na ní nepodílel. Pozoroval tažení v Itálii, o němž v roce 1862 vydal více než dvousetstránkový spis, pod kterým bylo ale jako autor podepsáno historické oddělení pruského generálního štábu (jako vůbec poprvé v dějinách vojenství).
V roce 1860 byl jmenován čestným členem Pruské akademie věd.

### Válka s Dánskem
V prosinci 1862 byl požádán o vyjádření k vojenským aspektům sporu s Dánskem. Domníval se, že problémem by bylo úspěšné ukončení války, protože dánská armáda by se bezpochyby stáhla na ostrovy, bylo-li by jí to umožněno, kde by se mohla spolehnout na dánskou námořní převahu, která by zabránila dalším střetům. Načrtl plán útoku na křídlo dánské obrany, který by odřízl Dánům ústupovou cestu předtím, než by byl zahájen útok na jejich hlavní síly ve Šlesvicku.
Když v únoru 1864 vypukla 2. šlesvická válka, on sám nebyl vyslán s pruským vojskem do pole, ale byl zadržen v Berlíně, a jeho operační plán německé velení naprosto nezvládlo. V souladu s jeho předpoklady se dánská armáda bez větších ztrát stáhla ze Šlesvicka a pod ochranou pevností Dybbøl a Fredericia se přepravila na ostrovy Als a Fyn. Obě pevnosti byly obleženy a přestože pevnost Dybbøl byla dobyta ztečí a Fredericia byla svými obránci opuštěna, aniž by došlo k boji, dánská armáda již byla bezpečně mimo dosah německých vojsk a konec války v nedohlednu.
Dne 30. dubna 1864 byl vyslán, aby stanul v čele štábu spojených německých vojsk. Po dvouměsíčním příměří, 29. června 1864, zaútočila německá vojska na ostrov Als. Dánové následně ostrov evakuovali a krátce poté přistoupili na německé mírové podmínky. Jeho přítomnost na bojišti změnila vývoj války a upevnil se také jeho vliv na pruského krále, takže v následující válce již byly jeho plány přijímány a prováděny i přes odpor většiny starších generálů.

### Prusko-rakouská válka

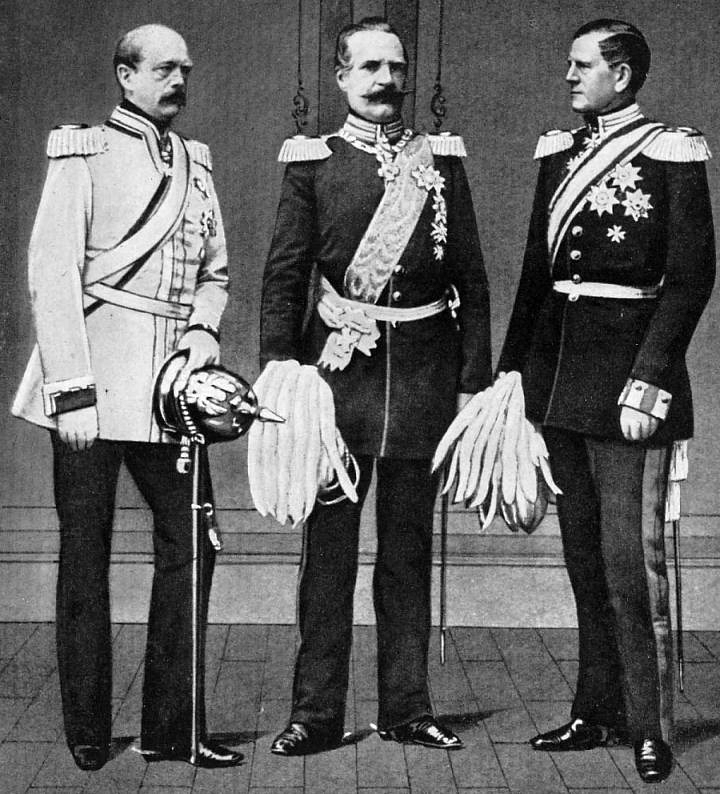
Bismarck, Roon a Moltke, tři vůdčí osobnosti Pruska, které během deseti let změnily řád světa

Moltke naplánoval a během roku 1866 osobně vedl většinu operací této války. Přestože Prusko stálo proti značné přesile lidské i materiální (rakouské jednotky byly vesměs lépe vycvičené i zásobené), dokázal si se všemi nevýhodami poradit a zvítězit. Navíc svých zkušeností využil k dalšímu posílení svých teorií a k nápravě oblastí, jež byly dříve zanedbány, jako bylo například využití vojenské rozvědky.
Na počátku války stála proti Prusům dvě silná armádní uskupení, rakousko-saská armáda čítající 270 000 mužů a armáda jejich německých spojenců o zhruba 120 000 mužů. Pruské síly byly asi o 60 000 mužů menší, Moltke však hodlal dosáhnout početní převahy tam, kde to bylo podstatné. Proti Rakousku vyslal armádu 278 000 mužů, zatímco k boji s německými spojenci Rakouska určil pouhých 48 000 mužů pod velením generála Falkensteina. Ten i přesto dokázal za méně než dva týdny zajmout celou hannoverskou armádu a následně rozprášit prorakouská jihoněmecká vojska.
Jeho první problém byl, jak získat strategickou iniciativu nezbytnou k provedení jeho plánů. Pruská armáda musela být na bojišti včas, ale pruský král Vilém I. z politických důvodů nemohl nařídit její mobilizaci, dokud tak neučinil i jeho protivník. Zde Moltkemu pomohl jeho zájem o železnice. Z různých míst v Prusku vedlo pět drah na jih. Jejich využití mu umožnilo přesunout všechny armádní sbory z mírových základen až na hranice s Rakouskem a Saskem.
Po bleskovém obsazení Saska se tamější vojska stáhla do Čech. Nyní měl k dispozici tři armády (1. armádu, 2. armádu a takzvanou Labskou armádu), které však navzájem dělilo asi 150 kilometrů. Problém byl, jak mezi ně vmanévrovat Rakušany, podobně jako se povedlo Wellingtonovi a Blücherovi sevřít mezi sebou Francouze u Waterloo. Rozhodl se k pochodu směrem na Jičín. Předpokládal přitom, že armáda vedená korunním princem Fridrichem by se mohla dostat do kontaktu s částí rakouské Severní armády; princ však měl k dispozici 100 000 mužů a nebylo pravděpodobné, že by Rakušané byli silnější.
Rakušané pod velením generála Benedeka pochodovali rychleji, než Moltke očekával, takže mohli ohrozit 1. armádu prince Fridricha Karla čtyřmi nebo pěti sbory, ale Benedekova pozornost se cele soustředila na korunního prince Fridricha a jeho 2. armádu, takže jeho čtyři sbory, které postrádaly jednotné velení, byly rozbity jeden po druhém. Dne 1. července Benedek soustředil své otřesené jednotky nedaleko Hradce Králové. Moltkeho armády byly tou dobou vzdáleny pouze den pochodu od nepřítele i od sebe navzájem. Dne 3. července 1866 pruské armády zaútočily, jedna proti rakouskému čelu, druhá proti pravému křídlu. V následující bitvě u Hradce Králové byla rakouská armáda rozdrcena a tažení de facto skončilo Moltkeho vítězstvím.
Výsledkem bitvy ovšem nebyl zcela spokojen. Pokoušel se umístit Labskou armádu za Hradec Králové tak, aby odřízla Rakušanům ústupovou cestu, ale její velitel generál Bittenfeld nebyl na místě včas. Také se pokoušel zadržet 1. armádu, aby neútočila příliš důrazně, takže by Rakušané mohli být zdrženi ve svých pozicích tak dlouho, aby jim 2. armáda znemožnila ústup, ale ani to se nezdařilo.
Během mírových jednání se Otto von Bismarck postavil přání svého krále anektovat Saské království a další území kromě těch, která již Prusové obsadili, protože se obával aktivní intervence Francie. On sám si však byl jist, že Prusko může v takovém případě porazit Francouze i Rakušany, a již tehdy předložil Bismarckovi svůj plán pro válku s Francií.
Po uzavření míru pruská vláda odhlasovala odměnu 30 000 marek, za kterou si pořídil statek v Kreisau (dnes Krzyżowa) nedaleko Svídnice ve Slezsku. Zde také v malé kapli, kterou nechal vystavět pro tento účel, pohřbil svou ženu, která zemřela 24. prosince 1868 v Berlíně.
V roce 1867 byla pod jeho osobním dozorem publikována studie, která popisovala události roku 1866 a která byla odbornou veřejností v té době považována ze velmi důkladnou a přesnou.

### Prusko-francouzská válka

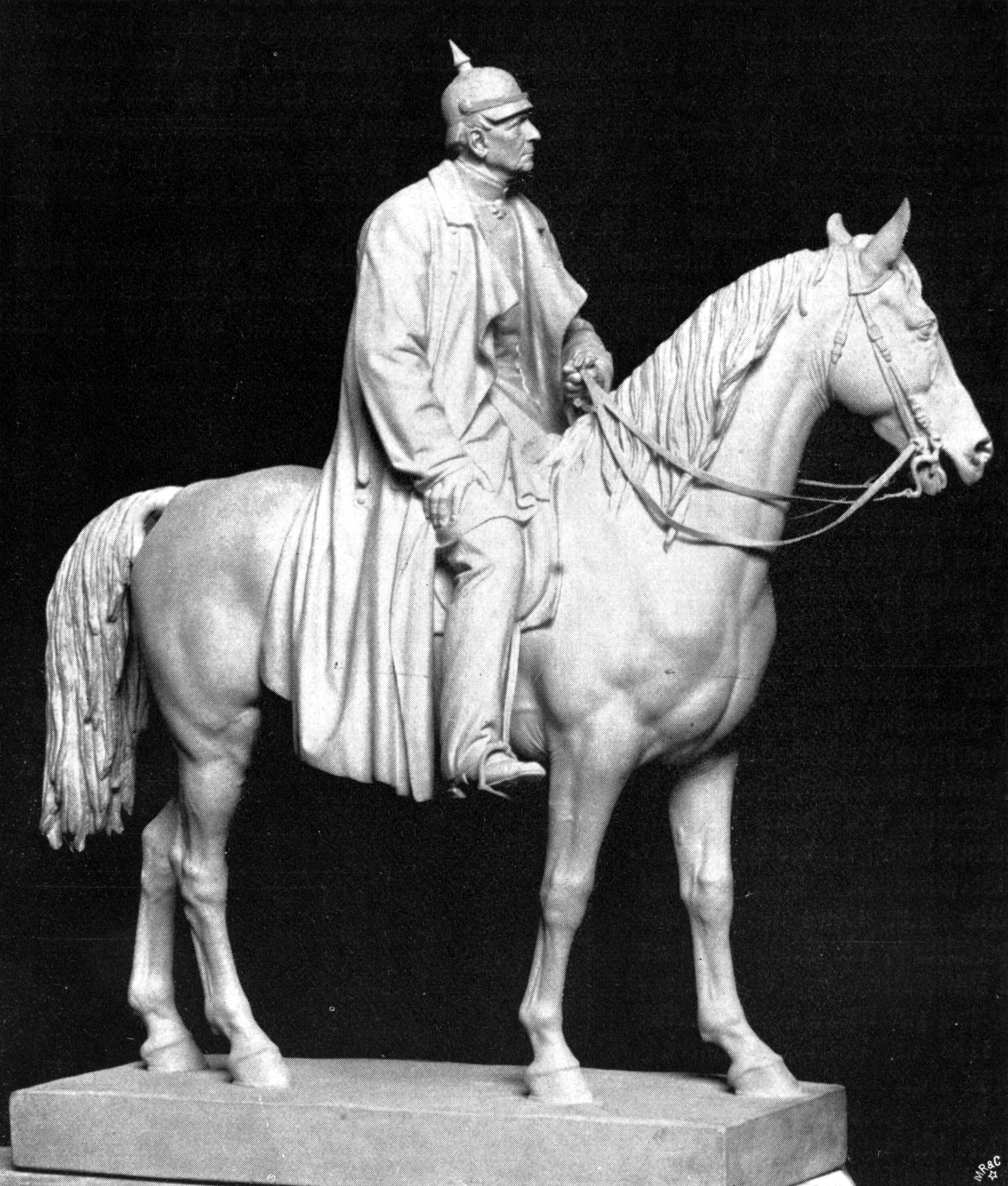
Moltkeho socha v Lipsku byla vztyčena roku 1888. V roce 1946 ji strhli východoněmečtí komunisté

Během let 1870 až 1871 naplánoval a opět osobně vedl většinu operací této války, která otevřela cestu k definitivnímu sjednocení německých zemí a vzniku Německého císařství. Jak dokazují dokumenty zveřejněné po jeho smrti, různá hlediska takové války přitahovala jeho pozornost již od roku 1857. Vypracoval celou řadu podrobných plánů nasazení pruských a německých vojsk a každý rok pravidelně aktualizoval plán jejich železničního přesunu s ohledem na měnící se politické podmínky, rostoucí počty vojáků a zdokonalující se pruskou železniční síť.
Úspěšné tažení v roce 1866 posílilo jeho postavení, takže když 5. července 1870 přišel příkaz k mobilizaci pruských a jihoněmeckých vojsk, byly jeho plány přijaty bez diskuse. O pět dní později byl jmenován náčelníkem generálního štábu spojeneckých sil na dobu trvání války, což mu dalo právo velet s autoritou rovnající se královské.
V úmyslu měl soustředit všechna vojska jižně od Mohuče, ve strategicky významném prostoru, odkud mohla jediná armáda ovládat celou frontu. Pokud by Francouzi nerespektovali neutralitu Belgie a Lucemburska a zaútočili směrem na Kolín nad Rýnem (nebo kamkoli v jižním Porýní), německá armáda by mohla napadnout jejich křídlo. Rýn sám, s pevnostmi Koblenz, Kolín a Wesel, by tvořil vážnou překážku francouzskému postupu. Pokud by se Francouzi pokusili o invazi do jižního Německa, postup Němců podél Rýna by vážně ohrozil francouzské zásobovací linie. Zároveň s tím předpokládal, že Francouzi budou, vzhledem k uspořádání jejich železnic, donuceni soustředit větší část armády poblíž Mét a menší část nedaleko Štrasburku.
Německé síly byly uspořádány do tří armád; 1. armádě, na Mosele pod Trevírem, velel generál Steinmetz; 2. armádě, seskupené kolem Homburgu v Sársku, velel princ Fridrich Karel (měla 130 000 mužů a dalších 60 000 v zázemí jako zálohu); 3. armádě, poblíž Landau, velel korunní princ Fridrich (měla také 130 000 mužů). Tři další armádní sbory zůstaly v severovýchodním Německu pro případ, že by se Rakousko-Uhersko přidalo k Francii.
Podle jeho plánu se měly všechny tři armády během svého postupu otočit doprava, takže 1. armáda na pravém křídle by dosáhla břehu řeky Mosely naproti Métám, zatímco zbývající armády by vyvíjely neustálý tlak na nepřítele, 3. armáda by zneškodnila francouzské síly u Štrasburku a 2. armáda by dosáhla Mosely poblíž Pont-à-Mousson. Pokud by se Francouzi objevili před 2. armádou, byli by touto napadeni zepředu a z křídel by na ně zaútočila 1. armáda nebo 3. armáda (případně obě). Pokud by francouzské síly byly objeveny na linii spojující Saarburg s Lunéville (nebo severně od ní), stále by mohly být napadeny ze dvou stran 2. a 3. armádou. Účelem tohoto manévru bylo zaútočit na hlavní francouzské síly z takového směru, aby byly zatlačeny k severu a odříznuty od Paříže. Métská pevnost měla být pouze pozorována a hlavní část německých sil, po porážce jádra francouzské armády, by následně pochodovala na Paříž.
Jeho plán se podařilo naplnit pouze v hrubých obrysech. Bitva u Reichshoffenu vypukla předčasně, takže místo k zajetí MacMahonovy armády vedla pouze k jejímu ústupu k Châlons. Bitva o Spichern vůbec do Moltkeho plánu nezapadala, protože zamýšlel Bazainovu armádu zadržovat na Sáře tak dlouho, aby na ni mohl zaútočit ze dvou stran 1. a 2. armádou. Ani tato neočekávaná vítězství však Moltkeho neodvedla od jeho původních záměrů překročit Moselu a zaútočit na sever, takže po bitvě u Gravelotte skončila Bazainova armáda i tak uzavřená v Métské pevnosti a odříznutá od Paříže.
Nic neukazuje hloubku jeho vnímání války lépe, než právě jeho odhodlání k bitvě u Gravelotte z 18. srpna 1870, kterou ostatní stratégové považovali za zbytečnou, protože podle jejich mínění bylo již strategického vítězství dosaženo a vítězství taktické se muselo zanedlouho zákonitě dostavit také. Přestože zde Prusové ztratili třikrát více vojáků než Francouzi, právě tato bitva rozhodla o výsledku války. (Velké ztráty utržené při zbytečném posledním útoku v této bitvě nebyly jeho chybou, ten si však později vyčítal, že mu svým vlivem na pruského krále nezabránil.)
Během noci následující po bitvě ponechal jednu armádu střežit Bazaina u Mét, zatímco zbylé dvě vyslal na pochod k Paříži, a to tak, že jižnější armáda byla vysunuta hlouběji na francouzské území, takže pokud by se tyto armády setkaly s MacMahonovým vojskem, hlavní útok by mohl být veden z jihu a MacMahon by musel ustoupit na sever. Dne 25. srpna byla MacMahonova armáda zpozorována, jak se pohybuje na severovýchod na pomoc Bazainovi. Jakmile byla tato informace pozitivně potvrzena, Moltke nařídil německým kolonám obrátit směr pochodu ze západního na severní. MacMahonovo pravé křídlo bylo napadeno u Beaumontu, zatímco se pokoušel překročit řeku Mázu – jeho postup byl zastaven a jeho armáda ustoupila k Sedanu.
V následují bitvě u Sedanu dne 1. září 1870 byla francouzská armáda zdecimována pruskými děly a druhý den sám Napoleon III., který ji doprovázel, nařídil vyvěsit bílou vlajku a vzdal se pruskému králi. Moltke pak pokračoval v pochodu na Paříž, kterou oblehl 19. září 1870.
Od tohoto okamžiku můžeme sledovat další ukázku jeho strategického myšlení, kdy se po dosažení hlavních cílů tažení nenechal zlákat k neekonomickému plýtvání silami ve zbytečných potyčkách. Kapitulace Métské pevnosti i Paříže byla jen otázkou času a jediným problémem tak zůstávalo udržet obležení a nedovolit zbylým francouzským silám osvobodit Paříž.
Maršál Bazaine se v Métách vzdal 27. října 1870. Obléhání Paříže bylo formálně ukončeno 28. ledna 1871, a tak válka oficiálně skončila – ještě předtím, 18. ledna 1871, však bylo na zámku ve Versailles vyhlášeno Německé císařství, čímž bylo dokončeno sjednocení Německa.
Po válce Moltke dohlížel na přípravu podrobné studie o jejím průběhu. Byla pak publikována generálním štábem mezi lety 1874 a 1881.

## Závěr života

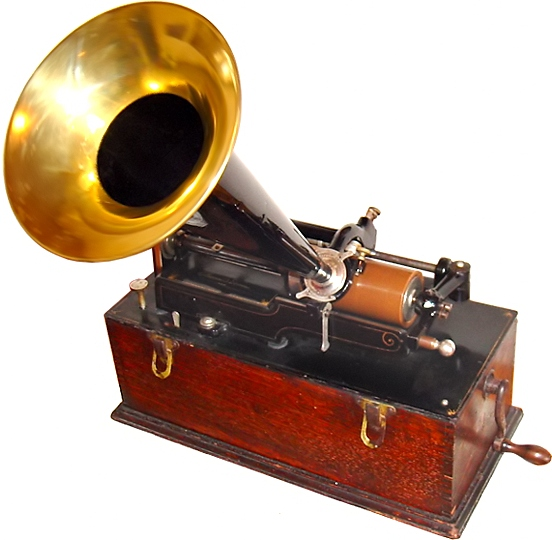
Edisonův fonograf v luxusním kufříkovém provedení, cca 1899

V říjnu 1870 byl Moltkemu za jeho služby udělen dědičný titul pruského hraběte. V červnu 1871 byl dále odměněn povýšením do hodnosti polního maršála a německý říšský sněm mu věnoval dar ve výši jednoho miliónu marek. Dostal také celou řadu vyznamenání a řádů (je jedním ze čtyř lidí, kteří obdrželi slavného Modrého Maxe ve vojenské i civilní verzi), mnoho německých měst mu věnovalo různé pomníky i čestná občanství a pojmenovali po něm řadu ulic a náměstí, a to nejen v Německu.
Na svou funkci konečně rezignoval na funkci náčelníka německého generálního štábu v roce 1888, mimo jiné i pro odpor vůči způsobům a nápadům nového německého císaře Viléma II. Pruského. Přesto mu zbylo dostatek politického vlivu, aby prosadil jmenování generála Walderseeho svým nástupcem. Oficiálně se stáhl z aktivní služby 9. srpna 1888, pokračoval však ještě v práci coby předseda komise pro obranu říše.
Zemřel 24. srpna 1891 v 9.45 večer během služební návštěvy Berlína.
Jeho vysoká, hubená figura a opálená tvář, nesoucí obvykle výraz strohé vážnosti, mu vysloužila v tisku řadu karikatur. Jeho pronikavá inteligence byla zřejmá každému, kdo se s ním setkal – přestože však byl skvělým lingvistou a plodným literátem, býval neobyčejně zamlklý, což mu vyneslo přezdívku „Der große Schweiger“. (nebo též „mlčící v sedmi jazycích“). Neexistují záznamy o jím pronesené netaktnosti či nevlídném slovu a pro své kolegy byl „Zlatým mužem“. Coby spisovatel je počítán mezi mistry německé prózy 19. století.

### Moltkeho hlas
Adelbert Theodor Wangemann, německý asistent Edisona, byl v roce 1889 odeslán na Světovou výstavu do Paříže, kde měl dohlížet na jeho fonograf. Během propagační cesty po Německu natočil řadu záznamů významných hlasů osobností, které byly později ztraceny a nalezeny až v roce 1957 v dřevěné krabici ve staré Edisonově laboratoři. Obsah těchto válečků, uložených v depozitáři, však zůstával neznámý, protože k nim nebyl připojen žádný popis, pouze na víku bylo vyškrábáno „Wangemann. Edison.“ Německá Nadace Otto von Bismarcka, která měla doklad, že by někde měly existovat záznamy Bismarcka recitujícího Marseillaisu, mezitím roku 2005 vzdala své pátrání po nich a považovala je za definitivně ztracené.
V roce 1998 byl sestrojen archeofon, který umožnil digitalizaci starých nahrávek pořízených na válečcích mezi lety 1888 až 1929. Tento přístroj použil Jerry Fabris k digitalizaci dvanácti ze sedmnácti válečků ze záhadné dřevěné krabice uložené v Edisonově muzeu. Právě mezi nimi byly identifikovány dva válečky nahrané 21. října 1889 (původně byly nahrány čtyři, dva se nedochovaly), na kterých Moltke cituje Hamleta a Fausta a komentuje Edisonův vynález. Moltke je tedy jedinou osobou narozenou v 18. století, jejíž hlasový záznam má lidstvo k dispozici.

## Moltkeho teorie války

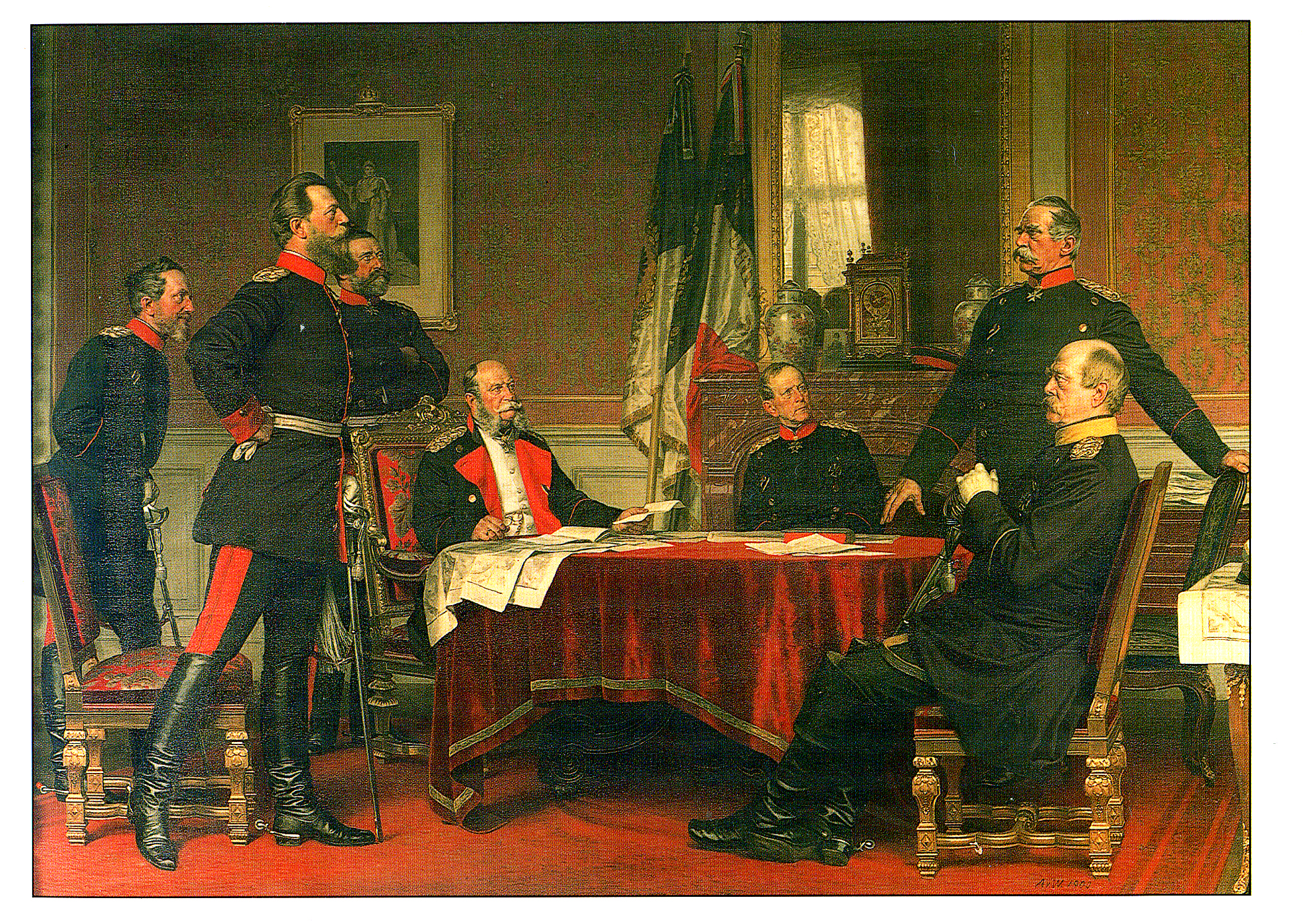
Německé velitelství ve Versailles, 1870

On sám se klonil spíše ke Clausewitzovi, s jeho snahou uchopit podstatu války, než k Jominiho pojetí války jako systému pravidel a pouček. Považoval strategii za praktické umění přizpůsobování dostupných prostředků stanoveným cílům. Byl prvním, kdo rozeznal obrovský obranný potenciál moderních palných zbraní, z čehož odvodil, že v budoucnu bude mnohem efektivnější křídelní útok s úmyslem obchvátit nepřítele než frontální útok s úmyslem prolomení jeho linií.
Do důsledků rozpracoval Napoleonovy metody, s ohledem na změněné podmínky své doby. Přitom se inspiroval jeho postupem v bitvě u Budyšína, kde císař nechal sbory maršála Neye samostatně zaútočit na křídlo protivníka, místo aby je před bitvou připojil ke svým vlastním silám; ale také akcemi kombinovaných spojeneckých sil v bitvě u Waterloo.
Propracoval také již dříve částečně intuitivně užívaný systém přesunu velkých armádních útvarů a jejich zásobování. Několik armádních sborů utábořených blízko sebe nebylo možno zásobovat, především jídlem, déle než jeden či dva dny a po jedné cestě mohl pochodovat pouze jeden armádní sbor, jinak by útvary na konci kolony nebylo možno použít v bitvě – z toho Moltke dovodil, že podstatou strategie je organizace pohybu vojáků a jejich soustředění před bitvou. Aby byla nově vznikající vojska o stovkách či tisících tisíců mužů zvladatelná, bylo nezbytné je rozdělit do vícero armád či skupin, každou pod velením důstojníka oprávněného a schopného manévrovat a bojovat nezávisle, ovšem s ohledem na instrukce nadřízeného velení a cíle prováděné operace.
Moltke je rovněž autorem řady proslavených citátů, z nichž v češtině asi nejpoužívanější je, že „žádný plán nepřežije setkání s realitou“ či „žádný plán nepřežije setkání s nepřítelem“. Ve skutečnosti se však jedná o natolik zjednodušenou parafrázi, že bývá občas užívána jako argument v opačném smyslu, než bylo Moltkeho úmyslem. Přesnější a smysluplnější je delší, ale méně užívaná verze: „Žádný plán nepřežije první setkání s nepřítelem, přesto je důležité plánovat. Bez plánování si o neúspěch přímo říkáte.“ Moltke ustanovil přípravu operačních plánů jako jeden z hlavních úkolů generálního štábu, a to i v době míru. On sám vypracoval celou řadu takových plánů do nejmenších podrobností, zahrnujících tisíce možností, a přestože nikdy neváhal využít příležitosti, vždy považoval za nejdůležitější mít na paměti konečný cíl.
Aby naučil své důstojníky skloubit tyto často protichůdné požadavky moderního vedení války, zavedl také Moltke do přípravy štábní cvičení pomocí válečné hry Kriegsspiel. Tuto prababičku všech pozdějších strategických her vymysleli již počátkem 19. století důstojníci pruské armády, otec a syn von Reiswitzové, teprve Moltke si však uvědomil její potenciál, podobně jako u celé řady ostatních myšlenek a nápadů, jejichž důležitost pro budoucí války Moltke dokázal rozeznat, a které spojil v ucelený koncept strategie moderního válečnictví.

## Vyznamenání

### Prusko
- Pruský služební kříž (Preußische Dienstauszeichnung)
- Záchranná medaile na stuze (Rettungsmedaille am Band)
- Královský hohenzollernský domácí řád, kříž velkokomtura s hvězdou, meči a brilianty (26. 10. 1875)
- Velkokříž železného kříže (22. 03. 1871)
- Řád červené orlice, s dubovými listy a meči
- Pruský Řád koruny, I. třída (mit Schwertern am Emailleband des Roten Adlerordens und mit Eichenlaub)
- |  Pour le Mérite, Großkreuz mit Stern, mit Eichenlaub, mit der Krone mit Brillanten
- Pour le Mérite für Wissenschaften und Künste (Pour le Mérite pro vědy a umění)
- Řád černé orlice , na řetězu s brilianty

### Německé státy

#### Anhaltsko
- Domácí řád Albrechta Medvěda, velkokříž (24. 06. 1871)

#### Badensko
- Domácí řád věrnosti (27. 04. 1871)
- Vojenský záslužný řád Karla Fridricha, velkokříž (02. 07. 1868)

#### Bavorsko
- Vojenský řád Maxe Josefa, velkokříž (07. 11. 1870)

#### Brunšvicko
- Řád Jindřicha Lva, velkokříž s meči (11. 04. 1871)

#### Hesensko
- Hesenský velkovévodský řád Ludvíka, velkokříž (08. 04. 1871)
- Hesenský vojenský kříž (27. 04. 1871)

#### Knížectví Lippe
- Vojenská záslužná medaile

#### Meklenbursko
- Domácí řád Wendishovy koruny (11. 04.1871)
- Vojenský záslužný kříž, I. třídy
- Kreuz für Auszeichnung im Kriege

#### Oldenbursko
- Domácí a záslužný řád vévody Petra Fridricha Ludvíka, čestný velkokříž se zlatou korunou a meči (09. 01.1871)

#### Sasko
- Řád routové koruny
- Vojenský řád sv. Jindřicha, velkokříž (26. 10. 1870)
- Řád bílého sokola, velkokříž s meči (09. 01. 1871)
- Vévodský Sachsko-Ernestinský domácí řád (29. 10. 1861)

#### Württembersko
- Vojenský záslužný řád, velkokříž (20. 01. 1871)
- Řád württemberské koruny, velkokříž (23. 03. 1869)

### Rakousko-Uhersko
- Královský uherský řád sv. Štěpána, velkokříž
- Císařský rakouský řád Leopoldův, velkokříž s válečnou dekorací (21. 08. 1864)

### Carské Rusko
- Řád sv. Ondřeje (30. 12. 1871)
- Řád Alexandra Něvského , s brilianty (25. 06. 1867)
- Řád Bílého orla
- Řád sv. Jiří, II. třídy (26. 10. 1870)
- Řád sv. Anny, I. třída

### Osmanská říše
- Řád Nishan-i Imtiyaz, s brilianty
- Řád Medjidie, I. třídy
- Ehrensäbel

### Ostatní vyznamenání
- Řád Leopolda, velkokříž (30. 04. 1867) Belgické království
- Řád čestné legie, velkokříž (20. 06. 1867) Francie
- Řád zvěstování Italské království
- Vojenský řád Savoy, velkokříž (04. 07. 1867) Italské království
- Řád věže a meče, velkokříž s řetězem Portugalsko
- Řád Serafínů Švédské království
- Řád bílého slona, velkokříž Thajsko

Údaje použity z: německá Wikipedie-Helmuth von Moltke (Generalfeldmarschall)/Orden